# Stanisław Jakub Sokołowski
Stanisław Jakub Sokołowski (ur. 22 września 1890, zm. ?) – podpułkownik dyplomowany artylerii Wojska Polskiego.

## Życiorys
Stanisław Jakub Sokołowski urodził się 22 września 1890 roku we Lwowie. Jego rodzicami byli, Jakub Sokołowski (1852-1906) starosta w Podhajcach i Maria Karolina Birkenmajer (1864-?). Bratem, polski dyplomata Władysław Sokołowski (1892-1963). Od 1 maja do 7 czerwca 1919 roku Stanisław Sokołowski był słuchaczem II Kursu Adiutantów w Warszawie, a od 16 czerwca do 30 listopada 1919 roku słuchaczem I Kursu Wojennej Szkoły Sztabu Generalnego w Warszawie. 9 września 1920 roku został zatwierdzony z dniem 1 kwietnia 1920 roku w stopniu kapitana, w artylerii, w grupie oficerów byłej armii austro-węgierskiej. Pełnił wówczas służbę w Naczelnym Dowództwie Wojska Polskiego. 1 czerwca 1921 roku pełnił służbę w Oddziale IV Naczelnego Dowództwa WP, a jego oddziałem macierzystym był wówczas 6 dywizjon artylerii konnej. W tym samym roku został „odkomenderowany” do Wyższej Szkoły Wojennej w Warszawie, w charakterze słuchacza I Kursu Doszkolenia. 3 maja 1922 roku został zweryfikowany w stopniu kapitana ze starszeństwem z dniem 1 czerwca 1919 roku i 133. lokatą w korpusie oficerów artylerii. 16 września 1922 roku, po ukończeniu kursu i uzyskaniu „pełnych kwalifikacji do pełnienia służby na stanowiskach Sztabu Generalnego” został przydzielony do Dowództwa Okręgu Korpusu Nr VI we Lwowie. W listopadzie tego roku został przeniesiony do VI Brygady Jazdy we Lwowie na stanowisko szefa sztabu. 31 marca 1924 roku został awansowany na majora ze starszeństwem z dniem 1 lipca 1923 roku i 48. lokatą w korpusie oficerów artylerii. 16 maja 1924 roku został przeniesiony do 13 dywizjonu artylerii konnej w Kamionce Strumiłowej na stanowisko kwatermistrza.
31 października 1927 roku został przeniesiony z Oddział II Sztabu Generalnego do Inspektoratu Armii na stanowisko referenta. Następnie został I oficerem sztabu inspektora armii, generała dywizji Jana Romera w Warszawie. W grudniu 1930 roku został awansowany na podpułkownika ze starszeństwem z dniem 1 stycznia 1931 roku w korpusie oficerów artylerii. Wiosną 1932 roku został przeniesiony do 13 dywizjonu artylerii konnej w Kamionce Strumiłowej na stanowisko dowódcy dywizjonu. 2 kwietnia 1932 roku został przydzielony na pięciomiesięczny II Kurs doskonalący oficerów artylerii w Szkole Strzelania Artylerii w Toruniu. W czerwcu 1936 roku objął dowództwo 18 pułku artylerii lekkiej w Ostrowi Mazowieckiej. Pułkiem dowodził do 17 czerwca 1938 roku. W dniach 22–24 marca 1938 roku uczestniczył w grze wojennej, w charakterze dowódcy artylerii dywizyjnej otrzymując od inspektora armii, generała dywizji Stanisława Burhardt-Bukackiego notę „słaby”. Ten sam generał 16 października 1937 roku wystawił mu następującą opinię: „znałem go jako bardzo dobrego dowódcę dywizjonu artylerii konnej. Obecnie ma pewne braki we współpracy z piechotą – współdziałanie jeszcze słabo opanowane. Pracuje dużo, trochę na efekt. Opinia dowódcy dywizji wydana o nim jest stanowczo za ostra. Ze względu jednak na osobiste powody zatargu, wskazane jest przeniesienie podpułkownika Sokołowskiego na inny pułk”. Ostatecznie został przeniesiony na stanowisko dowódcy Obrony Przeciwlotniczej i Przeciwgazowej Rejonu Katowice. Zapewne przeważyła kolejna opinia, którą 25 października 1937 roku wystawił mu generał do prac artyleryjskich przy GISZ, generał brygady Stanisław Miller: „bardzo słaba znajomość taktyki w praktyce. O ile się radykalnie nie zmieni, nie powinien pozostać na stanowisku dowódcy pułku. W pracy sztabowej – bardzo solidny”. W czasie kampanii wrześniowej 1939 roku był dowódcą OPL i Pgaz Rejonu Katowice.

## Ordery i odznaczenia
- Złoty Krzyż Zasługi (18 marca 1933)[17]
- Srebrny Krzyż Zasługi (10 listopada 1925)[18]
- Odznaka Pamiątkowa Generalnego Inspektora Sił Zbrojnych (12 maja 1936)
- Oficer Orderu Gwiazdy Rumunii (Rumunia, 1929)[19]
- Kawaler I Klasy Orderu Miecza (Szwecja, 1934)[20]
- Order Smoka Annamu (Francja)